# Teoichthys
Teoichthys è un genere di pesci ossei estinti, appartenenti agli ionoscopiformi. Visse nel Cretaceo inferiore (Albiano, circa 112 - 100 milioni di anni fa) e i suoi resti fossili sono stati ritrovati in Messico.

## Descrizione
Questo pesce possedeva un corpo fusiforme, e nella specie più grande (Teoichthys kallistos) poteva superare i 25 centimetri di lunghezza; il profilo era piuttosto alto in T. kallistos e più sottile in T. brevipina. Era presente una pinna dorsale molto allungata, in particolare in T. kallistos; la prima parte della pinna era alta e triangolare, mentre la parte posteriore era nastriforme e quasi raggiungeva il peduncolo caudale. La coda era eterocerca, con un lobo superiore molto più sviluppato di quello inferiore. Le pinne pettorali erano relativamente lunghe, anche se nella specie T. brevipina erano più corte. Le scaglie erano romboidali e mostravano fini dentellature lungo il margine posteriore.

## Classificazione

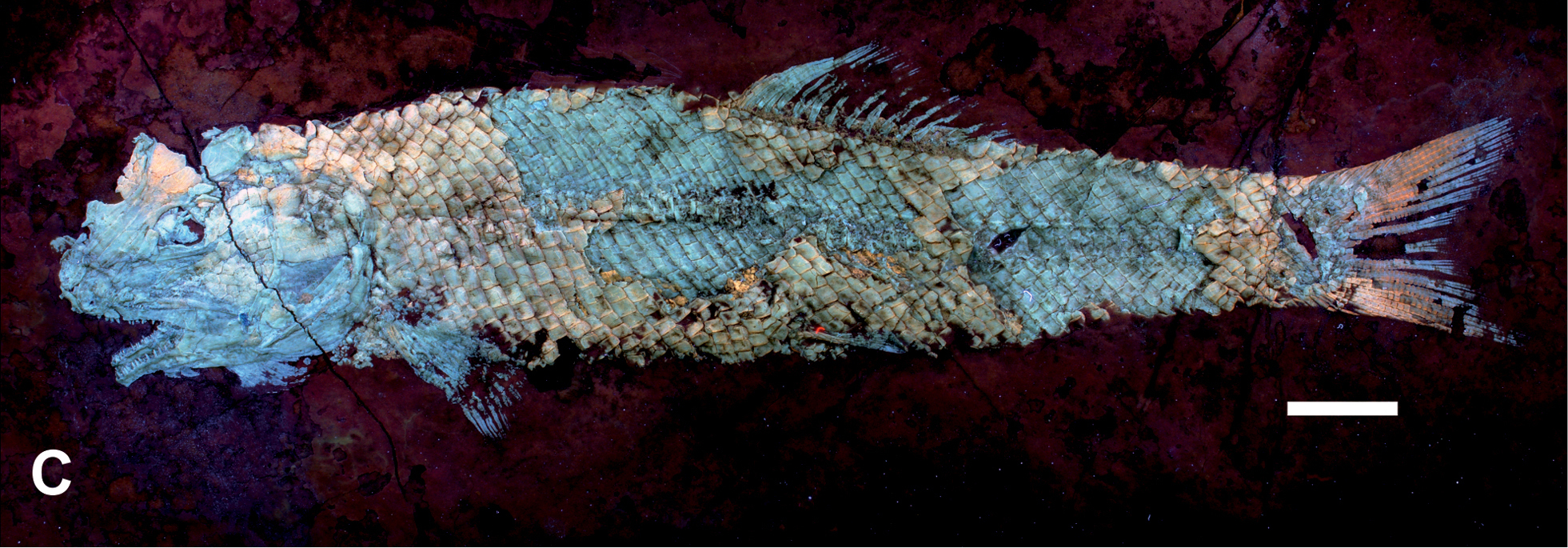
Fossile di Teoichthys brevipina

Teoichthys è un membro degli ionoscopiformi, un gruppo di pesci mesozoici imparentati alla lontana con l'odierna Amia calva. In particolare, sembra che Teoichthys fosse imparentato con Ophiopsis e forse con l'enigmatico Macrepistius. La specie Teoichthys kallistos venne descritta per la prima volta nel 1988, sulla base di resti fossili rinvenuti nella zona di Tlayúa in Messico centrale. Nella stessa zona è stata rinvenuta anche una seconda specie, T. brevipina, descritta nel 2013.